# Boner's Ark
Boner's Ark (« L'arche de Boner ») est une série de bande dessinée au format comic strip créée par l'Américain Mort Walker (sous le nom « Addison ») et diffusée dans la presse par King Features Syndicate à partir du 11 mars 1968. Accaparé par ses autres créations, Walker cède progressivement le strip à son assistant Frank Johnson, qui le signe de 1982 à sa retraite en 2002—le dernier strip est publié le 27 mai 2000.
Cette série humoristique met en scène différents animaux anthropomorphes doués de paroles réunis sur l'arche du capitaine Boner, seul humain parmi eux. Après quelques mois, la truie Priscilla, l'oryctérope Aarnie et le koala Cubcake s'impose comme les principaux protagonistes animaliers de la série.